# Åberga
Åberga är en by och småort i Orsa kommun och socken. Byn gränsar i norr till byn Kallmora och i söder till Mickelvål.
Öster om byn ligger porfyrkullen Lillhögbacken, med sina 416 meter över havet högsta punkten i Orsa kommun söder om Skattungen.

## Historia
I Åberga har koppar brutits, och lokala sägner talar om gruvan som en äldre brorslott till Falu gruva. Byn omfattades på 1910-talet 45 gårdar.[källa behövs]
I byn finns en fridlyst lind kallad Åbergabästan. Enligt traditionen skulle den ha planterats av en soldat som återvänt från 30-åriga kriget. Vid sin hemkomst stack han den vandringskäpp, som han skurit åt sig nere i Tyskland, i backen, varefter den slog rot och började växa. 90-åriga gubbar berättade vid K. E. Forsslunds besök 1916 att linden var oförändrad i utseende sedan deras barndom. 

### Befolkningsutveckling
| Befolkningsutvecklingen i Åberga 1990–2023 | Befolkningsutvecklingen i Åberga 1990–2023 | Befolkningsutvecklingen i Åberga 1990–2023 | Befolkningsutvecklingen i Åberga 1990–2023 | Befolkningsutvecklingen i Åberga 1990–2023 |
| ------------------------------------------ | ------------------------------------------ | ------------------------------------------ | ------------------------------------------ | ------------------------------------------ |
|                                            |                                            |                                            |                                            |                                            |
| År                                         |                                            |                                            | Folkmängd                                  | Areal (ha)                                 |
| 1990                                       | 1990                                       |                                            | 52                                         | 16#                                        |
| 1995                                       | 1995                                       |                                            | 55                                         | 17#                                        |
| 2000                                       | 2000                                       |                                            | 54                                         | 17#                                        |
| 2005                                       | 2005                                       |                                            | 56                                         | 22#                                        |
| 2010                                       | 2010                                       |                                            | 57                                         | 25#                                        |
| 2015                                       | 2015                                       |                                            | 86                                         | 71#                                        |
| 2020                                       | 2020                                       |                                            | 106                                        | 91#                                        |
| 2023                                       | 2023                                       |                                            | 86                                         | 70                                         |
| Anm.: # Som småort.                        |                                            |                                            |                                            |                                            |